# Isabelle Falconnier
Pour les articles homonymes, voir Falconnier.
Isabelle Falconnier, née le 19 octobre 1970 à Vevey, est une journaliste et critique littéraire suisse. Chroniqueuse  pour le magazine L’Hebdo puis pour le média romand Bon pour la tête, elle est présidente du Salon du livre et de la presse de Genève de  2011 à 2018, déléguée à la politique du livre de la ville de Lausanne et déléguée éditoriale et médias  au sein de  l’organisation de la fête des Vignerons 2019.

## Biographie
Elle grandit  dans une famille d’enseignants à Blonay.

### Carrière
Isabelle Falconnier étudie les lettres à l’université de Lausanne avant de s’orienter vers le journalisme de presse écrite. Durant ses études, elle passe une année  à Aberdeen dans le cadre du programme Erasmus.
Elle écrit dès 1998 pour le magazine L'Hebdo. Elle y exerce alors diverses fonctions. Rédactrice en chef adjointe, puis cheffe des rubriques culture & société, elle y est aujourd’hui critique littéraire. Également chroniqueuse, elle tient depuis avril 2014, une chronique hebdomadaire intitulée Meapasculpa.
En 2011, Isabelle Falconnier est nommée présidente du Salon du livre et de la presse de Genève. Elle y est responsable du contenu culturel des scènes ainsi que des expositions du Salon. À sa tête, en tant que présidente, elle lance notamment des scènes thématiques, le prix du Salon du livre de Genève ainsi qu’un programme de mentorat littéraire suisse romand baptisé Parrains & Poulains.
Elle fait partie du jury du prix littéraire SPG depuis 2014.
Depuis le mois d’avril 2015, elle occupe également le poste de déléguée à la politique du livre de la ville de Lausanne. Cette nouvelle fonction vise à promouvoir et faire rayonner la création éditoriale de la région lausannoise. Elle crée ainsi en 2015 le Prix des lecteurs de la Ville de Lausanne.
Elle lance également le Prix du polar romand, remis pour la première fois dans le cadre du festival de polar Lausan’noir en 2017 à Joseph Incardona pour Chaleur (éd. Finitudes)
Elle est chargée de la programmation artistique du festival de polar Lausan’noir, lancé en 2016 par la Fondation pour l’Écrit
C’est dans le cadre l’ouvrage Les Heures étoilées de ma vie, un recueil collectif paru aux éditions de L’Aire, qu’Isabelle Falconnier publie en 2015 deux nouvelles intitulées Fratello et La Boîte à biscuits.
En 2017, elle lance le Prix du Public du Salon du livre et de la presse de Genève. Doté de 5000 CHF, il récompense un auteur de langue française ayant publié un roman dans l’année écoulée. Le jury est composé de 10 lecteurs de Suisse ou de France issus du public du Salon du livre. L’édition 2017 récompense l’écrivain Tanguy Viel pour Article 353 du code pénal aux Editions de Minuit.
En juin 2018, elle annonce quitter la présidence du salon du livre et de la presse de Genève pour devenir  déléguée éditoriale et médias au sein de  l’organisation de la Fête des vignerons 2019
À la suite de la disparition du newsmagazine l’Hebdo en février 2017, elle publie un recueil de 100 de ses chroniques parues entre 2009 et 2017 dans l'hebdomadaire. Mea Culpa aux Editions Favre est préfacé par l’écrivain Joël Dicker.
Elle initie et dirige l’ouvrage collectif Lausanne. Promenades littéraires  aux éditions Noir sur Blanc, qui est illustré par Fanny Vaucher. Il est réalisé en collaboration avec Daniel Maggetti et Stéphane Pétermann du Centre de recherches sur les Lettres romandes de l’Université de Lausanne.
En 2018, elle initie et co-dirige avec Antonio Rodriguez de l’Université de Lausanne « Le poème et le territoire. Promenades littéraires en Suisse romande ».
Isabelle Falconnier est chroniqueuse  du journal romand en ligne Bon pour la tête, publié pour la 1re fois le 21 juin 2017 à la suite de la disparition de l'Hebdo et fait partie de son comité.
Elle collabore aux pages culture et littérature du journal dominical Le Matin Dimanche.

### Famille
D’un premier mariage avec Fathi Derder, journaliste et conseiller national, elle a deux enfants nés en 1996 et 1999.
En 2009, Isabelle Falconnier épouse Christophe Passer, rédacteur en chef adjoint du Matin Dimanche.

## Œuvre
- 2017, Mea Culpa, Éditions Favre  (ISBN 9782828916244)
- 2017, Lausanne Promenades littéraires. Collectif. Dirigé par Daniel Maggetti, Stéphane Pétermann, Isabelle Falconnier. Editions Noir sur Blanc  (ISBN 978-2-88250-458-6)[27]
- 2018, Montana, la reconquête de l’Ouest. Editions Nevicata  (ISBN 978-2-87523-125-3)
- 2019, Le poème et le territoire. Promenades littéraires en Suisse romande. Sous la direction d’Isabelle Falconnier (Ville de Lausanne) et Antonio Rodriguez (Université de Lausanne). Illustrations de Marco de Francesco. Editions Noir sur Blanc  (ISBN 978-2-88250-577-4)

## Prix et distinction
Le 26 novembre 2015 à Genève, elle est élevée par la France au rang de chevalière de l’ordre des Arts et des Lettres.